# Ōnishi Takijirō

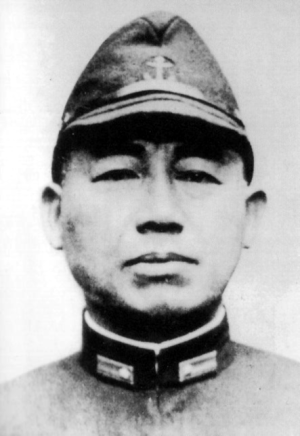
Ōnishi Takijirō (1941)

Ōnishi Takijirō (jap. 大西 瀧治郎; * 2. Juni 1891 in Ashida, Hikami-gun (heute: Tamba), Präfektur Hyōgo; † 16. August 1945 in Tokio) war ein Admiral der kaiserlich-japanischen Marine, der als Gründer der japanischen Kamikaze-Einheiten am Ende des Pazifikkriegs Bekanntheit erlangte.

## Biografie
Ōnishi war der zweite Sohn eines Kleinbauern. Er besuchte die Oberschule in Kashiwabara in der Präfektur Hyōgo und begeisterte sich auch aufgrund des japanischen Sieges in der Seeschlacht bei Tsushima im Jahr 1905 für den Dienst in der Kaiserlich Japanischen Marine. Ab 1909 besuchte er als Teil des 40. Jahrgangs die kaiserlich-japanischen Marineakademie, die er 1912 mit einem guten Ergebnis abschloss. Er diente als Seekadett auf dem Kreuzer Sōya, dem Panzerkreuzer Tsukuba und als Fähnrich auf dem Linienschiff Kawachi.

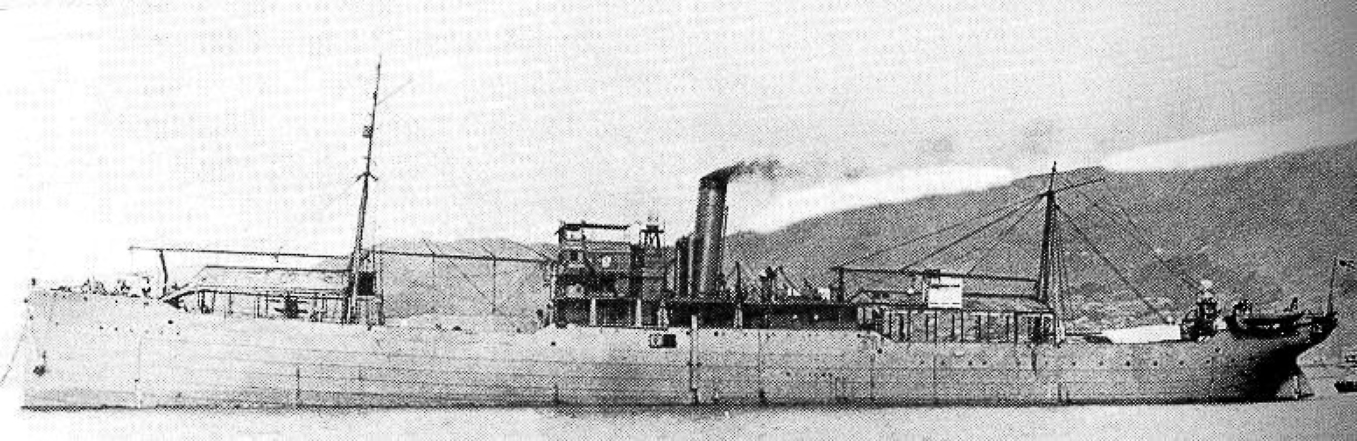
Das japanische Flugzeugmutterschiff Wakamiya, von dem aus die weltweit ersten schiffsgestützten Luftangriffe gegen deutsche Stellungen in Tsingtau geflogen wurden

Als Unterleutnant zur See wurde er dem Flugzeugmutterschiff Wakamiya zugewiesen, dem ersten Flugzeugträger der kaiserlich-japanischen Marine. Er gehörte deshalb zu den Pionieren der kaiserlich-japanischen Marinefliegerkräfte. Ōnishi nahm auf der Wakamiya an der Belagerung von Tsingtau teil und war dort am ersten schiffsgestützten Luftangriff in der Militärgeschichte beteiligt. Er wurde 1918 nach England und Frankreich entsandt, um die Entwicklung und den Einsatz von Kampfflugzeugen während des Ersten Weltkriegs zu beobachten.
Nach seiner Rückkehr wurde er zum Leutnant zur See befördert und von 1918 bis 1920 in die Marinefliegergruppe Yokosuka versetzt. Er wurde danach auf verschiedenen Stabspositionen der japanischen Marinefliegerkräfte verwendet und auch als Fluglehrer in Kasumigaura eingesetzt.
Nach seiner Beförderung zum Lieutenant Commander wurde er ab dem 10. Dezember 1928 auf dem Flugzeugträger Hōshō Kommandant des Trägergeschwaders. Am 15. November 1932 erhielt er den Posten des ausführenden Offiziers auf dem Flugzeugträger Kaga. Am 15. November 1939 wurde Ōnishi zum Konteradmiral ernannt und Stabschef der 11. kaiserlich-japanischen Marineluftflotte.

### Vorstoß nach Süden
Im Herbst 1941 war Ōnishi mitverantwortlich für die Planung des Angriffs auf Pearl Harbor. Er befehligte in den ersten Kriegstagen während der Schlacht um die Philippinen den Luftangriff auf die dortige Clark Air Base. Die japanischen Marineflieger zerstörten dabei fast alle Flugzeuge der US-Amerikaner, was das rasche Vordringen der japanischen Streitkräfte im Malaiischen Archipel ermöglichte.
Ōnishi stellte über einen Sonderkontrakt die ihm unterstehenden Flugzeuge dem Yakuza und Konteradmiral Kodama Yoshio zur Verfügung und ermöglichte so den Transport großer Mengen geplünderter Güter aus China nach Japan.
Am 1. Mai 1943 wurde Ōnishi zum Vizeadmiral befördert.

### Befehlshaber der Shimpū Tokkōtai

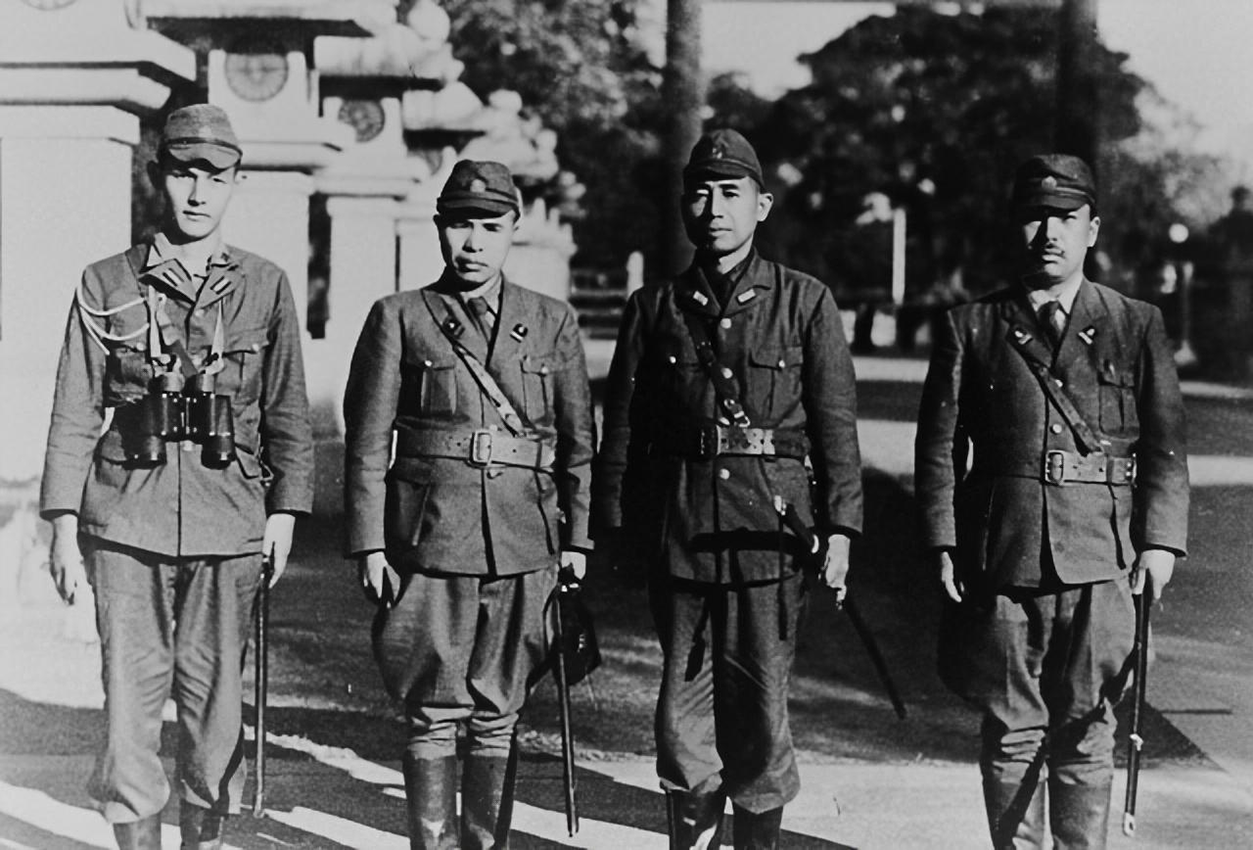
Von links: Major Chikanori Moji (Adjutant), Kodama Yoshio, Vizeadmiral Ōnishi Takijirō und Soldat Fujiyoshi (藤吉男). Im Oktober 1944 im Tainan-Schrein auf Taiwan.

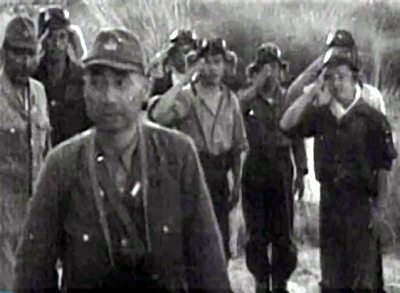
Vizeadmiral Ōnishi (Vordergrund) während der Abschiedszeremonie für die Piloten des 201. Marinefliegerkorps, links neben Ōnishi steht im Hintergrund der Pilot Seki (25. Oktober 1944)

Im Oktober 1944 wurde Ōnishi der Befehlshaber der 1. kaiserlich-japanischen Luftflotte auf Luzon, deren Auftrag die Unterstützung der Vereinigten Flotte unter Admiral Kurita Takeo während der See- und Luftschlacht im Golf von Leyte war. Nach der Niederlage in der Schlacht in der Philippinensee standen Ōnishi viel zu wenig Kampfflugzeuge zur Verfügung, um den Auftrag der Vernichtung der US-Trägerflotte tatsächlich durchführen zu können. Ōnishi entschied sich auf Anraten des japanischen Kaisers dafür, die wenigen verbleibenden Flugzeugbesatzungen in Selbsttötungsangriffen zu opfern. Dabei spielten neben militärischen Gesichtspunkten auch propagandistische Gründe eine Rolle. Die Selbstaufopferung der Piloten diente als Vorbild für die Rekrutierung weiterer Suizidpiloten. Tatsächlich war bereits der erste Einsatz keineswegs freiwillig. Der später von der japanischen Propaganda zu einem gottähnlichen Kami stilisierte Pilot Seki Yukio äußerte gegenüber einem Reporter:

„Japan ist am Ende, wenn es dazu gezwungen ist, einen seiner besten Piloten zu töten. Ich gehe nicht für den Kaiser oder für das japanische Kaiserreich auf diese Mission ... Ich gehe, weil es mir befohlen wurde!“

Nach der Landung der US-amerikanischen Truppen auf den Philippinen wurde die 1. kaiserlich-japanische Luftflotte im Januar 1945 nach Formosa (heute Taiwan) verlegt. Auch dort organisierte Ōnishi weitere Kamikaze-Einsätze gegen die US-amerikanischen Flottenverbände.
Später kehrte Ōnishi nach Japan zurück und wurde am 19. Mai zum Vizechef des Generalstabs der kaiserlich-japanischen Marine ernannt.
Es wird in verschiedenen Quellen behauptet, dass Ōnishi die Suizideinsätze abgelehnt habe. Dies kann aufgrund des Eifers, den er als Befehlshaber der Shimpū Tokkōtai an den Tag legte, angezweifelt werden. Insgesamt wurden bis zum 15. August 1945 über 4.000 meist noch minderjährige japanische Piloten in solchen Einsätzen getötet. Die Mehrzahl der Piloten wurde abgeschossen, bevor sie ihren Auftrag erfüllen konnten.
Der Einsatz der Kamikaze-Piloten war in den Gedanken Ōnishis nur der Auftakt zu einer weit umfassenderen Selbstopfer-Taktik: „Wenn 20 Millionen Japaner das höchste Opfer in speziellen Angriffen bringen, werden wir einen vollständigen Sieg erreichen.“ Ōnishi betonte, dass es dabei nicht notwendig sei, 20 Millionen Piloten auszubilden, sondern es sich lediglich um Menschen handeln müsse, die bereit wären, ihr eigenes Leben in einem effektiven Angriff gegen den Feind zu opfern. Wie die meisten japanischen Offiziere beharrte Ōnishi auf einer Fortsetzung des Krieges mit allen Mitteln und lehnte eine Kapitulation kategorisch ab.

### Suizid

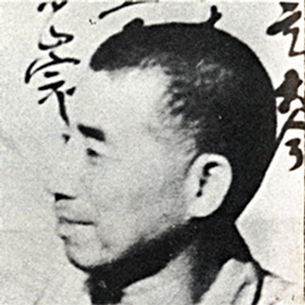
Ōnishi Takijirō wenige Stunden vor seinem rituellen Suizid (Aufnahme von Kodama Yoshio, 15. August 1945)

Nach der japanischen Kapitulation am 15. August 1945 war die Sinnlosigkeit der Kamikaze-Einsätze offensichtlich geworden. Wie viele japanische Generale und Admirale (Sugiyama Hajime) beschloss Ōnishi, Suizid zu begehen. In seinem Abschiedsbrief entschuldigte er sich bei den Kamikaze-Piloten und rief alle jungen Japaner dazu auf, beim Wiederaufbau des Landes mitzuhelfen. Seine Selbsttötung sollte als Buße gegenüber den Kamikaze-Piloten und ihren Familien verstanden werden.
Ōnishi nahm sich am 16. August 1945, einen Tag nach der japanischen Kapitulation, in Anwesenheit von Kodama Yoshio durch Seppuku das Leben. Ihm stand kein Sekundant zur Seite und so dauerte sein Todeskampf über 15 Stunden. Kodama berichtete später:

“But when Vice Admiral Ōnishi [...] summoned me to his deathbed and asked me to look after his affairs, and I saw him die with a smile on his face, I became convinced that in some circumstances a man can embrace death with joy. [...]”

„Aber als Vizeadmiral Ōnishi [...] mich an sein Totenbett rief und mich darum bat, seine Angelegenheiten zu regeln und ich ihn mit einem Lächeln auf seinem Gesicht sterben sah, wurde ich davon überzeugt, dass ein Mann unter bestimmten Umständen den Tod mit Freude umarmen kann. [...]“

## Rezeption
Im Museum Yūshūkan des Yasukuni-Schreins in Tokio wird der Abschiedsbrief Admiral Ōnishis auch in englischer Übersetzung neben einigen seiner persönlichen Gegenstände und dem Schwert, mit dem er Seppuku beging, im Kontext der Kamikazi-Einsätze ausgestellt.